# SS-Verfügungsdivision
Die SS-Verfügungsdivision (VT-Division) war der erste von der SS aufgestellte militärische Großverband im Zweiten Weltkrieg. Durch die Vergrößerung und Eingliederung von weiteren Truppenteilen entstanden aus der ursprünglich aufgestellten Division nacheinander erst die SS-Division „Reich“ (mot.), dann die SS-Panzergrenadier-Division „Das Reich“ und zuletzt die 2. SS-Panzer-Division „Das Reich“.
Infolgedessen war die Division eine der Keimzellen der Waffen-SS. Sie war an verschiedenen Kampfschauplätzen der Ost- und Westfront eingesetzt und verübte Kriegsverbrechen.

## SS-Division Verfügungstruppe

### Aufstellung
Bereits am 10. Oktober 1939 wurde der Stab für eine zukünftige SS-Division aufgestellt.
Die SS-Verfügungsdivision (VT-Division) wurde formell am 1. April 1940 aus der Zusammenlegung von Teilen der SS-Verfügungstruppe mit Teilen der SS-Totenkopfverbände gebildet. Die VT-Division bestand aus drei als motorisierte Infanterieregimenter gegliederten SS-Standarten. Erster Kommandeur war der damalige SS-Gruppenführer Paul Hausser.
Für die Division wurden folgende Teileinheiten unterstellt oder gebildet:
- SS-Standarte Deutschland (Friedensstandort München)
- SS-Standarte Germania (Friedensstandort Hamburg)
- SS-Standarte Der Führer (Friedensstandort Wien)
- SS-Artillerie-Standarte (gebildet bei Aufstellung und im Jahr 1940 um eine IV. Standarte ergänzt)
- SS-Aufklärungs-Abteilung (im Jahr 1940 um einen SS-Kradschützen-Sturmbann erweitert, Friedensstandort Nürnberg)
- SS-Pioniertruppe (Friedensstandort Dresden)
- SS-Nachrichtentruppe (Friedensstandort Unna)
- Panzer-Abwehr-Abteilung SS-VT (bei Aufstellung der Division ergänzt)
- Fla-Bataillon SS-VT

Die Division bildete zusammen mit den SS-Totenkopfverbänden und der Leibstandarte SS Adolf Hitler den Grundstock der späteren Waffen-SS.

### Polenfeldzug
Während des Angriffskriegs gegen Polen wurde die SS-Verfügungstruppe nicht im geschlossenen Verband eingesetzt, sondern auf mehrere Großverbände der Wehrmacht verteilt. Die SS-Standarte „Deutschland“, die Nachrichten- und die Aufklärungsabteilung waren dem Stab der Panzer-Division Kempf unterstellt. Die SS-Standarte „Germania“ wurde als Reserve der 14. Armee unter Generalmajor Wilhelm List eingesetzt. Der Pionier-Sturmbann der SS-Verfügungstruppe gehörte mit der „Leibstandarte SS Adolf Hitler“ zur 10. Armee unter General Walter von Reichenau. Die SS-Standarte „Der Führer“ wurde als Reserve der im Abschnitt des Westwalls eingesetzten Armee unter General Dollmann in Alarmbereitschaft gehalten und nahm nicht aktiv am Feldzug teil.

### Westfeldzug
Ab Mai 1940 war die Division im Rahmen des Westfeldzugs in den Niederlanden, Belgien und Frankreich eingesetzt, gemeinsam mit den Einheiten der „Leibstandarte“ und den SS-Totenkopfverbänden. Hierbei war die Division zunächst Teil der Reserve der 18. Armee in der Heeresgruppe B. Im Juni wechselte der Verband zum XVI. (16.) Armee-Korps der 6. Armee in der Heeresgruppe B.

### Besatzungstruppe in den Niederlanden
Nach dem Ende der Kämpfe im Westen war das Korps von Juli bis August für Besatzungsaufgaben in den Niederlanden stationiert. Im September wechselt der Verband zum XXXVII. (37.) Armee-Korps. Während dieser Zeit erfolgte ein weiterer Ausbau der Waffen-SS-Verbände, und der IV. Sturmbann/ SS-Artillerie-Standarte ging als I. Abteilung zum SS-Artillerie-Regiment Leibstandarte. Als Ersatz für die an die neu aufgestellte SS-Division Germania am 20. November 1940 abgegebene SS-Standarte „Germania“ erhielt die Verfügungsdivision die SS-Totenkopf-Standarte 11 unter dem damaligen SS-Obersturmbannführer Karl Diebitsch, Standort Radom.
Für eine Neugliederung zu einer motorisierten Division war die Division von Januar bis Februar 1941 dem XXXXI. (41.) Armee-Korps der 1. Armee bei der Heeresgruppe D in Frankreich unterstellt.

## SS-Division „Reich“ (mot.)
Am 21. Dezember 1940 hatte eine Umgliederung zur Infanterie-Division (mot.) begonnen, diese wurde am 25. Februar 1941 mit einer offiziellen Umbenennung in SS-Division „Reich“ (mot.) formell abgeschlossen. Es erfolgte zudem die Eingliederung einer Ersatzaufstellung für die abgebende SS-Standarte Germania als SS-Infanterie-Regiment 11.
Die neue Gliederung stellte sich wie folgt dar:
- SS-Regiment Deutschland
- SS-Regiment Der Führer
- SS-Infanterie-Regiment 11
- Fla-Maschinengewehr-Bataillon SS-Div. Reich
- Kradschützen-Bataillon SS-Div. Reich
- Aufklärungs-Abteilung SS-Div. Reich
- Panzerjäger-Abteilung SS-Div. Reich
- Artillerie-Regiment SS-Div. Reich (mit einer ergänzenden Sturmgeschütz-Batterie)
- Pionier-Bataillon SS-Div. Reich
- Nachrichten-Abteilung SS-Div. Reich
- Divisionstruppen SS-Div. Reich

### Besatzungstruppe in Frankreich

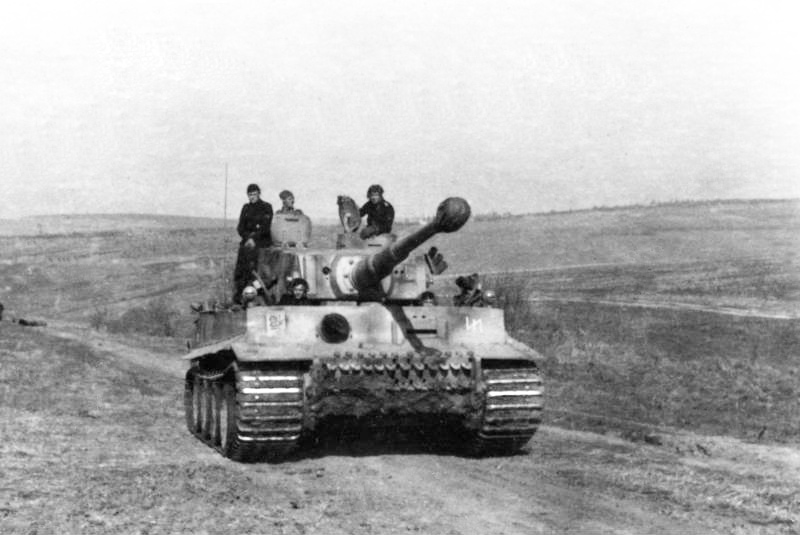
Raum Charkow – Panzer der schweren 8./ Panzerkompanie der Waffen-SS-Division „Das Reich“ mit neuem Tiger-Panzer bei Vorführung und Erprobung im April 1943

Im Zuge der Vorbereitungen für den Angriff auf die Sowjetunion am 22. Juni 1941 erfuhr die Waffen-SS eine grundlegende Reorganisation. Die SS-Verfügungsdivision wurde dabei im Winter 1940/41 in Frankreich in eine motorisierte Infanterie-Division umgegliedert. Sie erhielt eine Kradschützen-Abteilung und eine Sturmgeschütz-Batterie, während die Standarten in Regimenter umbenannt wurden.

### Verlegung nach Rumänien
Im März 1941 war die Division weiter dem XXXXI. (41.) Armee-Korps der 1. Armee unterstellt und wurde mit diesem Korps zur 12. Armee nach Timișoara in West-Rumänien verlegt.

### Balkanfeldzug
Es folgte im April mit dem XXXXI. (41.) Armee-Korps als nunmehr Teil der 12. Armee die Teilnahme am Balkanfeldzug in Jugoslawien.
Nach Abschluss der Operationen auf dem Balkan erfolgte von Mai bis Juni 1941 eine Auffrischung der Division mit Unterstellung beim Befehlshaber des Ersatzheeres.

### Unternehmen Barbarossa
Nach erfolgreichem Feldzug wurde die Division westlich von Brest-Litowsk verlegt.
Die Division gehörte ab Juli zum XXXXVI. (46.) Armee-Korps (mot.), das Teil der Panzergruppe 2 (Generaloberst Heinz Guderian) der Heeresgruppe Mitte war und über Smolensk in den Raum Kiew vorstieß. Das Korps ging bei Beginn des Angriffs nördlich von Wlodawa über den Bug und erreichte 100 km nordöstlich von Minsk Anfang Juli die Beresina. Weiter nach Nordosten in Richtung Smolensk vorstoßend, wurde der Dnjepr im Raum Mogilew erreicht. Bei Schklow etwa 20 Kilometer nördlich von Mogilew kam es zu Kämpfen.
Aus einem Brückenkopf über den Dnjepr ab dem 12. Juli nach Osten vorstoßend, erreichte das Korps das Städtchen Gorki etwa 50 km südwestlich von Smolensk. Das Korps mit der SS-Division "Reich" bildete durch weiteren Vorstoß in Richtung Jelnja einen Teil des südlichen Einschließungsrings um den Raum Smolensk, der von der Division gemeinsam mit der 17. Panzer-Division am 24. Juli bei Drogobusch zu einem Kessel geschlossen wurde. Die starken sowjetischen Gegenangriffe auf das Korps im Raum Jelnja zur Verhinderung des Kessels, machten die Zuführung der 268. Infanterie-Division in den Abschnitt des Korps erforderlich.
Im Deutsch-Sowjetischen Krieg erlitt die Division schwere Verluste, in deren Folge sie im Frühjahr 1942 neu aufgestellt werden musste. Am 5. März 1942 wurde eine Wiederaufstellung gemäß der Kriegsgliederung v. 23. Februar 1942 befohlen. In Prag wurden das II. und III. Bataillon des SS-Infanterie-Regiment Deutschland neu aufgestellt. Das Kradschützen-Bataillon in Bergen, zwei Abteilungen des Artillerie-Regiments in Dachau, eine neue Kompanie für die Panzerjäger-Abteilung in Hilversum und je eine Pionier-Kompanie in Arolsen und Dresden.
Am 20. April 1942 wurde auf dem Truppenübungsplatz Fallingbostel die SS-Panzer-Abteilung 2 für die Division aufgestellt. Weitere neue Truppenteile wurden auf dem Truppenübungsplatz Bergen aufgestellt.
Im August, die Division hatte zwischenzeitlich viele Verluste erlitten, erfolgte die Verlegung nach Nordfrankreich zur Vollauffrischung und Umgliederung.
Am 15. Oktober 1942 wurde der Name von „Reich“ in „Das Reich“ geändert.

## SS-Panzergrenadier-Division „Das Reich“
Am 9. November 1942 erfolgte die Umwandlung in eine Panzergrenadier-Division. Nunmehr waren der Division folgende Einheiten unterstellt:
- Panzergrenadier-Regiment SS "Deutschland"
- Panzergrenadier-Regiment SS "Der Führer"
- Panzergrenadier-Regiment SS "Langemark (mit I. Bataillon aus Kradschützen-Bataillon und II. Bataillon aus SS-Infanterie-Regiment 4)
- Panzer-Regiment 2 SS-Panzergrenadier-Division Das Reich (aus der seit Sommer in Aufstellung befindlichen Panzer-Abteilung)
- Artillerie-Regiment SS-Panzergrenadier-Division Das Reich
- Aufklärungs-Abteilung SS-Panzergrenadier-Division Das Reich
- Flak-Abteilung SS-Panzergrenadier-Division Das Reich
- Sturmgeschütz-Abteilung SS-Panzergrenadier-Division Das Reich
- Pionier-Bataillon SS-Panzergrenadier-Division Das Reich
- Nachrichten-Abteilung SS-Panzergrenadier-Division Das Reich
- Divisionstruppen SS-Panzergrenadier-Division Das Reich

Danach nahm die Division am Unternehmen Anton teil.
Im Winter 1942/43 an die Ostfront zurückverlegt, kämpfte die Division mit dem SS-Panzerkorps in der Schlacht bei Charkow und im Sommer 1943 beim Unternehmen Zitadelle sowie anschließend in der Schlacht am Dnepr.

## 2. SS-Panzer-Division „Das Reich“
Am 22. Oktober 1943 wurden die Verbände der Waffen-SS neu benannt und durchnummeriert. Hierbei wurde aus der Division nunmehr die 2. SS-Panzer-Division "Das Reich".

### Verlegung nach Frankreich

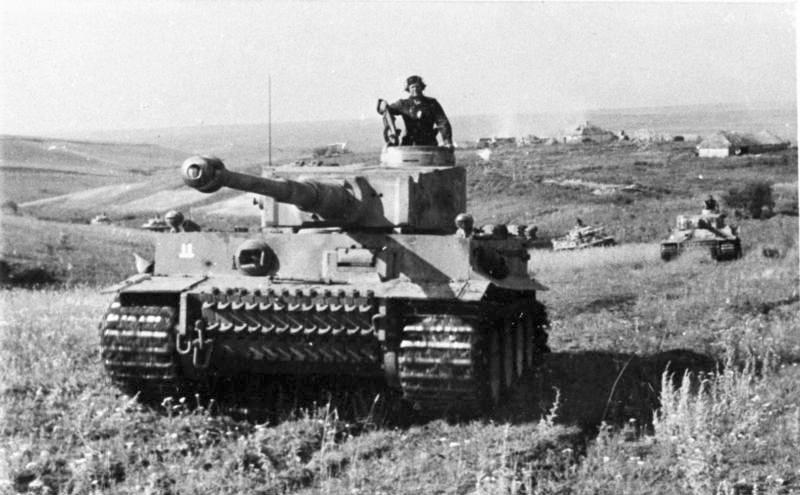
Tiger der SS-Panzer-Division „Das Reich“ mit drei Balkenstrichen rechts als taktisches Zeichen des Unternehmens Zitadelle

Im Februar 1944 wurden die Reste der SS-Panzer-Division „Das Reich“ zur Auffrischung in die Gegend von Toulouse in Südwestfrankreich verlegt.
- SS-Panzer-Regiment 2 „Das Reich“
- SS-Panzergrenadier-Regiment 3 „Deutschland“
- SS-Panzergrenadier-Regiment 4 „Der Führer“
- SS-Infanterie-Regiment (mot.) „Langemarck“ (temporär)
- SS-Panzer-Artillerie Regiment 2
- SS-Flak-Artillerie-Abteilung 2
- SS-Sturmgeschütz-Abteilung 2
- SS-Nebelwerfer-Abteilung 2
- SS-Panzer-Aufklärungs-Abteilung 2
- SS-Panzerjäger-Abteilung 2
- SS-Panzer-Pionier-Bataillon 2
- SS-Panzer-Nachrichten-Abteilung 2
- SS-Divisionstruppen Nr. 2

### Verlegung in die Normandie
Dort blieb sie bis zwei Tage nach der alliierten Landung in der Normandie am 6. Juni 1944. Auf dem Marsch von Toulouse nach Norden wurde die Division immer wieder in Kämpfe mit dem französischen Widerstand verwickelt. Einheiten der Division verübten das Massaker von Tulle und das Massaker von Oradour (deklariert als „Sühnemaßnahme“), bei denen sie mehrere hundert Zivilisten ermordeten.

### Rückzug aus Frankreich
Beim darauffolgenden Rückzug aus Frankreich erlitt die Division wiederum schwere Verluste und musste in den Monaten Oktober und November 1944 auch in Paderborn aufgefrischt werden. Hierzu war der Verband zeitweise als Teil der 6. Panzer-Armee dem Befehlshaber des Ersatzheeres unterstellt. Am 18. November 1944 verließ ein Transport mit 20 neuen Panzer IV/70 (V) für die SS-Panzerjäger Abteilung 2 der Division das Heereszeugamt. Dort bereitete sie sich auf die Teilnahme an der Ardennen-Offensive im Dezember 1944 vor.

### Verlegung nach Ungarn
Nach dem Scheitern der Ardennen-Offensive und hinhaltendem Widerstand im Winter 1944/45 wurde die Division zusammen mit anderen SS-Divisionen im März 1945 für die Plattenseeoffensive nach Ungarn verlegt.

### Rückzug nach Österreich
Nach dem Scheitern dieser Offensive zog sich die Division kämpfend in Richtung Österreich zurück, wo sie unter anderem an der Schlacht um Wien teilnahm.

### Kapitulation
Die Masse der Division kam bei Kriegsende im Raum Linz in amerikanische Kriegsgefangenschaft; andere Einheiten legten bei Rokycany und Dresden die Waffen nieder.

## Kriegsverbrechen
Angehörige der Division verübten im Laufe des Zweiten Weltkrieges zahlreiche Kriegsverbrechen auf verschiedenen Kampfschauplätzen an der Ost- und Westfront. Dies verdeutlicht einmal mehr, dass den Verbänden der Waffen-SS eine wesentliche Rolle bei der Ausübung des NS-Terrors zukam.

### Balkanfeldzug
Im Laufe des Balkanfeldzugs im April 1941 sind beispielsweise Kriegsverbrechen des SS-Regiments „Deutschland“ eindeutig belegt – Vergeltungsmaßnahmen gegen Partisanen, Ermordung von Zivilpersonen.

### Unternehmen Barbarossa
Zu Beginn des Überfalls auf die Sowjetunion im Juni 1941 war die Erschießung russischer Kriegsgefangener durch Einheiten der Division offensichtlich an der Tagesordnung. Weiter ist belegt, dass Einheiten der Division im Sommer 1941 im Raum Minsk die Einsatzgruppe B bei systematischen Massenmorden unterstützten:

„Eine größere Aktion gegen Juden kam in der Ortschaft Logoisk [heute Lahojsk] zur Durchführung. Im Zuge dieser Aktion wurden mit Unterstützung eines Kommandos der SS-Division Das Reich 920 Juden exekutiert. Der Ort kann nunmehr als judenfrei bezeichnet werden.“

Das Massaker in dieser Ortschaft zwischen Minsk und Borissow, das am 9. September 1941 vom „Einsatzkommando 9“ und der Waffen-SS ausgeführt wurde, steht am Beginn einer zahllosen Reihe von Mordaktionen, denen zwischen September und Dezember 1941 der Großteil der jüdischen Bevölkerung in Ostweißrussland zum Opfer fiel. Immer wieder erhielten die Mordkommandos dabei Unterstützung nicht nur von der Waffen-SS, sondern auch von Einheiten der Wehrmacht.

### Südfrankreich
Nach ihrer Verlegung nach Südfrankreich im Frühjahr 1944 wurde die 2. SS-Panzerdivision „Das Reich“ verstärkt zur Partisanenbekämpfung eingesetzt und verübte dabei ungewöhnlich brutale Repressalien und Übergriffe gegenüber der Zivilbevölkerung, welche der Kooperation mit der französischen Résistance bezichtigt wurde. Der Militärhistoriker Peter Lieb betonte, dass insbesondere das Offiziers- bzw. Unteroffizierspersonal durch die bisherigen Kampfeinsätze und Gewalterfahrungen stark geprägt war und zu einem überwiegenden Teil aus überzeugten Nationalsozialisten, die ihre gewohnten Vorgangsweisen aus dem Vernichtungskrieg gegen die Sowjetunion nun auch in Frankreich anwandten, bestand. Am 21. Mai 1944 wurden bei einer Vergeltungsaktion in der Ortschaft Frayssinet-le-Gélat (Département Lot) 15 französische Zivilpersonen ermordet. Am selben Tag wurden im Ort Lacapelle-Biron (Département Lot-et-Garonne) auf Befehl von Einheiten der Division alle Männer im Alter zwischen 16 und 60 Jahren nach Deutschland deportiert.

### Kriegsverbrechen während der Verlegung in die Normandie
Nach der Landung der Alliierten in der Normandie am 6. Juni, wurden zunächst Teilverbände der 2. SS-Panzerdivision „Das Reich“ am 8. Juni in Richtung Invasionsfront in Marsch gesetzt. Auf ihrem Weg Richtung Norden hinterließen die Verbände eine regelrechte Blutspur. Divisionskommandeur SS-Brigadeführer Heinz Lammerding hatte ein kompromissloses Vorgehen der Einheiten gegen „Terroristen“ offen eingefordert. Am 9. Juni erreichten Einheiten der Division die von Résistance-Kämpfern besetzte Stadt Tulle (Département Corrèze). Nach Übergriffen französischer Partisanen auf deutsche Soldaten, verbunden mit Leichenschändungen, wurden dort kurzerhand mitten im Stadtzentrum 99 willkürlich ausgesuchte Zivilisten, die mit den Ereignissen nichts zu tun hatten, als Vergeltungsmaßnahme erhängt und 200 Zivilpersonen nach Deutschland deportiert. Einen Tag später, am 10. Juni, besetzten Einheiten des I. Bataillons des SS-Panzergrenadierregiments 4 „Der Führer“ unter dem Kommando von SS-Sturmbannführer Adolf Diekmann die Ortschaft Oradour-sur-Glane (Département Haute-Vienne) und verübten dort ein Massaker, dem 642 Zivilisten zum Opfer fielen. Ebenfalls am 9. bzw. 10. Juni ermordeten Angehörige der Division 67 Zivilpersonen in der Stadt Argenton-sur-Creuse (Département Indre) (siehe Massaker von Argenton-sur-Creuse). Auch die vorerst in Südfrankreich verbliebenen Teile der Division setzten ihre Terroraktionen fort: Im Zuge eines „Bandenunternehmens“ vom 10. bis 12. Juni in der Pyrenäen-Region (Département Haute-Garonne bzw. Haute-Pyrénées), das sich gegen Partisanengruppen richten sollte und welches das III. Bataillon des SS-Panzergrenadierregiment 3 „Deutschland“ unter der Führung von SS-Sturmbannführer Willi Helmut Schreiber ausführte, wurden insgesamt 107 französische Zivilpersonen – Männer, Frauen und Kinder – massakriert.

### Juristische Aufarbeitung
Infolge der in Tulle und Oradour verübten Massaker kam es 1953 zu einem Prozess vor einem französischen Gericht in Bordeaux, bei dem langjährige Haftstrafen ausgesprochen wurden (siehe auch Heinz Barth).

## Gliederung

### SS-Verfügungsdivision
- SS-Standarte „Deutschland“/VT unter dem damaligen SS-Standartenführer Felix Steiner, Standort: München
- SS-Standarte „Germania“/VT unter dem damaligen SS-Standartenführer Karl Demelhuber, Standort: Hamburg
- SS-Standarte „Der Führer“/VT unter dem damaligen SS-Oberführer Georg Keppler, Standort: Wien
- SS-Nachrichtensturmbann unter dem damaligen SS-Sturmbannführer Georg Weiß, Standort: Berlin-Adlershof, später Unna/Westfalen
- SS-Artillerie-Standarte unter dem damaligen SS-Obersturmbannführer Peter Hansen, Standort: Munsterlager
- SS-Aufklärungs-Abteilung unter dem damaligen SS-Obersturmbannführer Wilhelm Brandt
- SS-Pioniersturmbann unter dem damaligen SS-Sturmbannführer Karl Blumberg, Standort: Dresden

### SS-Division „Reich“ (mot.)
- SS-Regiment „Der Führer“
- SS-Regiment „Deutschland“
- SS-Infanterie-Regiment 11

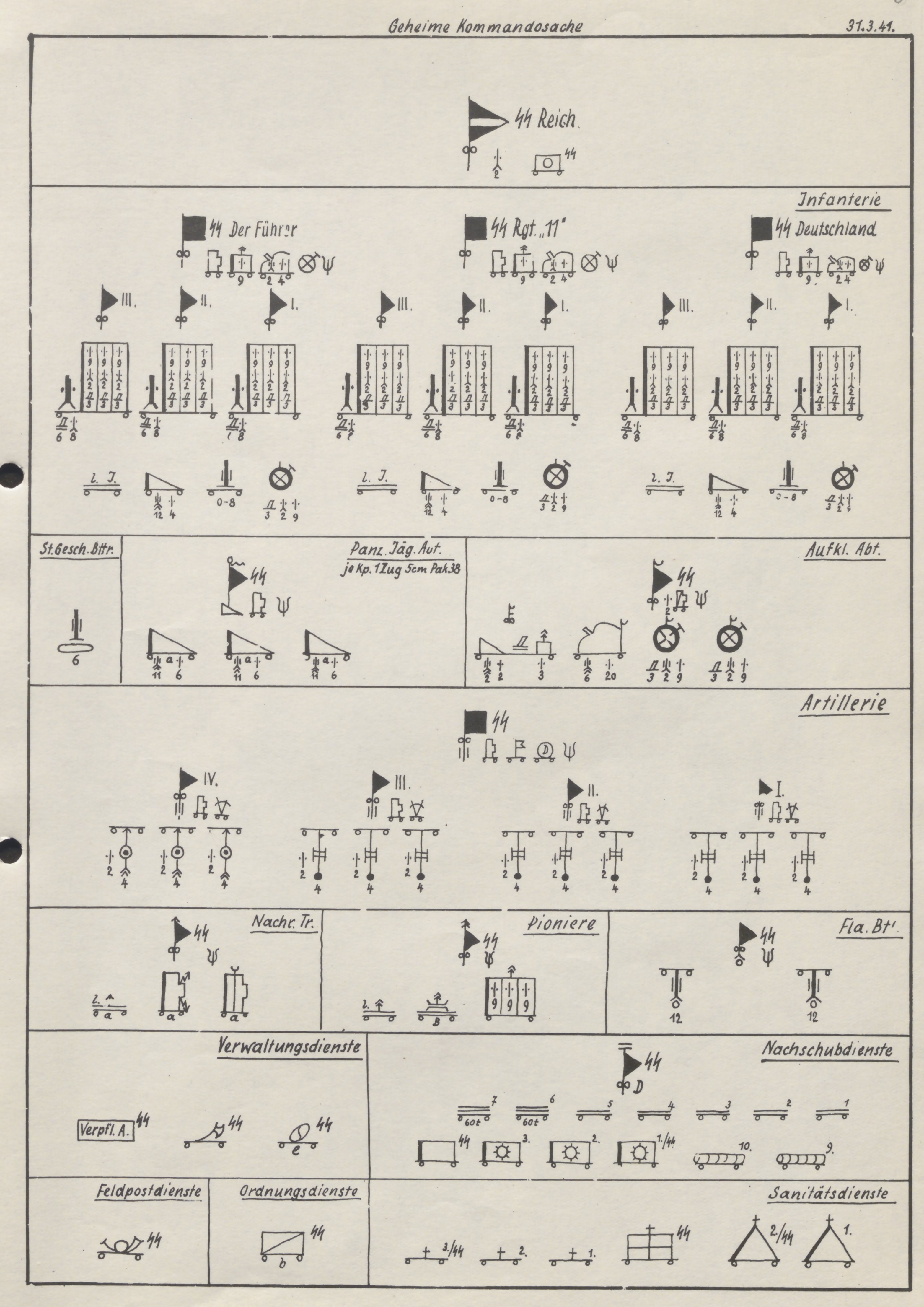
Gliederung der 2. SS-Division „Das Reich“ am 31. März 1941, taktische Zeichen

- Sturmgeschütz-Batterie SS-Division Reich
MG-Bataillon SS-Division Reich mit Flak
Kradschützen-Abteilung SS-Division Reich
Artillerie-Regiment SS-Division Reich
Aufklärung-Abteilung SS-Division Reich
Panzerjäger-Bataillon SS-Division Reich
Pionier-Bataillon SS-Division Reich
Nachrichten-Abteilung SS-Division Reich
Nachschubtruppen SS-Division Reich

## Kommandeure
- 19. Oktober 1939 bis 14. Oktober 1941: SS-Obergruppenführer und General der Waffen-SS Paul Hausser
- 14. Oktober bis 31. Dezember 1941: SS-Brigadeführer und Generalmajor der Waffen-SS Wilhelm Bittrich (mit der Führung beauftragt)
- 31. Dezember 1941 bis 19. April 1942: SS-Brigadeführer und Generalmajor der Waffen-SS Matthias Kleinheisterkamp
- 19. April 1942 bis 10. Februar 1943: SS-Gruppenführer und Generalleutnant der Waffen-SS Georg Keppler
- 10. Februar bis 18. März 1943: SS-Brigadeführer und Generalmajor der Waffen-SS Herbert-Ernst Vahl (mit der Führung beauftragt)
- 18. März bis 3. April 1943: SS-Standartenführer Kurt Brasack
- 3. April bis 1. November 1943: SS-Gruppenführer und Generalleutnant der Waffen-SS Walter Krüger
- 1. November 1943 bis 9. Dezember 1943: SS-Obersturmbannführer und Oberstleutnant der Wehrmacht Peter Sommer (mit der Führung beauftragt)
- 9. Dezember 1943 bis 26. Juli 1944: SS-Brigadeführer und Generalmajor der Waffen-SS Heinz Lammerding
- 26. bis 28. Juli 1944: SS-Obersturmbannführer Christian Tychsen (mit der Führung beauftragt)
- 28. Juli bis Anfang Dezember 1944: SS-Oberführer Otto Baum (mit der Führung beauftragt)
- Anfang Dezember 1944 bis 20. Januar 1945: SS-Brigadeführer und Generalmajor der Waffen-SS Heinz Lammerding
- 20. Januar bis 4. Februar 1945: SS-Standartenführer Karl Kreutz (in Vertretung)
- 4. Februar bis 9. März 1945: SS-Gruppenführer und Generalleutnant der Waffen-SS Werner Ostendorff
- 9. bis 12. März 1945: SS-Standartenführer Karl Kreutz (in Vertretung)
- 12. März bis 13. April 1945: SS-Standartenführer Rudolf Lehmann (mit der Führung beauftragt)
- 13. April bis 8. Mai 1945: SS-Standartenführer Karl Kreutz (in Vertretung)

## Bekannte Divisionsangehörige
- Fritz Arlt (1912–2004), Autor und Funktionär
- Heinz Barth (1920–2007), verurteilter Kriegsverbrecher
- Otto Braß (1887–1945), von 1933 bis 1945 NSDAP-Mitglied im Reichstag
- Gerhard Deckert (1924), von 1981 bis 1983 als Generalmajor des Heeres der Bundeswehr Chef des Stabes im Führungsstab des Heeres
- Friedrich Karl Dermietzel (1899–1981), war SS-Arzt und Vorstandsmitglied des Lebensborn e. V.
- Rolf Diercks (1915–2012), deutscher Agrarwissenschaftler
- Willi Dusenschön (1909–1977), verurteilter Kriegsverbrecher
- Hans Eisele (1913–1967), verurteilter Kriegsverbrecher
- Heinz Fanslau (1909–1987), verurteilter Kriegsverbrecher
- Willy Frank (1903–1989), verurteilter Kriegsverbrecher
- Reinhold Hanning (1921–2017), wegen Beihilfe zum Mord in mindestens 170.000 Fällen zu fünf Jahren Haft verurteilt. Das Urteil wurde infolge seines Todes nicht rechtskräftig.
- Hans Robert Jauß (1921–1997), Romanist und Literaturwissenschaftler
- Sepp Kast (1917–1996), von 1978 bis 1988 Präsident des Österreichischen Bundesfeuerwehrverbandes
- Alfred Kendziora (1925–2011), Brigadegeneral der Bundeswehr
- Gustav Knittel (1914–1976), verurteilter Kriegsverbrecher
- Heinz Lange (1914–1985), von 1954 bis 1974 für die FDP und CDU Mitglied des Nordrhein-Westfälischen Landtags
- Hermann Langer (1919–2016), verurteilter Kriegsverbrecher
- Günther Merk (1888–1947), verurteilter Kriegsverbrecher
- Johannes Müller (1901–1944), von 1939 bis 1944 Regierungspräsident in Köslin
- Karl Nicolussi-Leck (1917–2008), italienischer Unternehmer und Kunstsammler
- Carl von Oberkamp (1893–1947), verurteilter Kriegsverbrecher
- Detlef Okrent (1909–1983), Hockeyspieler und Silbermedaillengewinner als Mitglied der deutschen Hockeynationalmannschaft bei den Olympischen Spielen 1936 in Berlin
- Helmut Prasch (1910–1996), österreichischer Lehrer, Volkskundler und Autor
- Manne Saathoff (1914–1948), verurteilter Kriegsverbrecher
- Wilhelm Saure (1899–1951), von 1950 bis 1951 für die FDP Mitglied des Hessischen Landtags
- Heinrich Schendel (1922–2012), verurteilter Kriegsverbrecher
- August Schmidhuber (1901–1947), verurteilter Kriegsverbrecher
- Peter Sommer (1907–1978), Verlagsdirektor des Nordwestdeutschen Verlages Ditzen & Co KG
- Andreas Trum (1920–1947), verurteilter Kriegsverbrecher
- Alarich Weiss (1925–1995), Physikochemiker und Hochschullehrer
- Sebastian Wimmer (1902–1952), erster Schutzhaftlagerführer im KZ Majdanek

## Film
- Michaël Prazan (Regie): Eine Blutspur durch Frankreich – Die SS-Panzer-Division „Das Reich“. Frankreich, Nilaya Productions, 2015. 89 Min. TV-Dokumentation von ARTE. (Es werden die Einsatzorte und die dort begangenen Verbrechen genannt. Parallel zu den geschichtlichen Fakten schildert der Film den Werdegang der schon an der Ostfront systematische Massenmorde befehlenden SS-Truppenführer.)[11]